# Rokosowo Kołobrzeskie
Rokosowo Kołobrzeskie – zlikwidowany przystanek kolei wąskotorowej (Kołobrzeska Kolej Wąskotorowa) w Rokosowie, w województwie zachodniopomorskim, w Polsce.